# Петров, Роман Ефимович
Роман Ефимович Петров (20 мая (1 июня) 1886, Казань, Казанская губерния, Российская империя — 9 сентября 1918, Казань, Казанская губерния, Советская Россия) — российский революционер.
Из семьи столяра и прачки. Несмотря на бедность, смог поступить в городское училище, но в 14 лет бросил его и начал работать. Участвовал в первой русской революции 1905—1907 годов, устроился на пороховой завод, во время Первой мировой войны активно занимался самообразованием. Активный участник событий Октябрьской революции 1917 года в Казани, штурмовал кремль, а после установления советской власти избран секретарём заводского комитета. После взятия Казани войсками белых и чехословаков, выступил организатором и руководителем рабочего восстания 3 сентября 1918 года против новой власти. Занимался агитацией казанских рабочих и солдат, из которых было сформировано четыре боевых отряда, предназначенных прорвать тылы белых и соединиться с частями Красной армии. Поставленных целей не удалось добиться, все отряды были разгромлены, лишь некоторым их бойцам удалось пробиться к красным. Командуя одним из отрядов, Петров с оружием в руках сражался до поздней ночи, затем добрался до дома, где был арестован белыми. Расстрелян 9 сентября 1918 года, за день до вступления красных войск в Казань. Ему было 32 года, тело найти не удалось. Именем Петрова были названы улица и парк у порохового завода, поставлен памятник.

## Биография

### Молодые годы
Роман Ефимович Петров родился в июне 1886 года в Казани. Из бедной семьи. Мать — Анастасия Прохоровна, прачка; отец — Ефим Яковлевич, столяр. Роман был толковым и любознательным ребёнком, родители прилагали большие усилия для того, чтобы их сын получил достойное образование и вырвался из нужды. Окончив начальную школу, Петров поступил в городское училище, но уже в 14 лет ему пришлось начать работать. Сначала трудился на заводе Свешникова, затем в течение трёх лет в качестве маслёнщика на пароходе плавал по Каме.
Вот, товарищи, пришёл тот час, во имя которого отдали свою жизнь столько хороших людей. Теперь наше будущее ясно, но мы должны помнить, что враг не сложил оружия, быть начеку!
Во время первой русской революции 1905—1907 годов под влиянием старшей сестры, работницы фабрики Алафузова, активно занялся революционной работой и устроился рабочим-металлистом на казённый пороховой завод для того чтобы быть в гуще событий. Участвовал в нелегальных сходках и маёвках, по поручению старших товарищей хранил и распространял листовки. В годы реакции и Первой мировой войны усиленно готовился к будущим революционным событиям, занимался самообразованием, посещал нелегальные кружки и студенческие вечера. Во время Октябрьской революции активно участвовал в установлении советской власти в Казани, с оружием в руках в составе рабочей дружины своего завода 26 октября (8 ноября) 1917 года участвовал в штурме кремля. В дальнейшем занимался организацией продовольственных отрядов, утверждении рабочего контроля на производстве и национализации предприятия, и вскоре избирается секретарём заводского комитета за свой по-партийному деловой подход к решению вопросов трудящихся.

### Лидер восстания

#### Подготовка

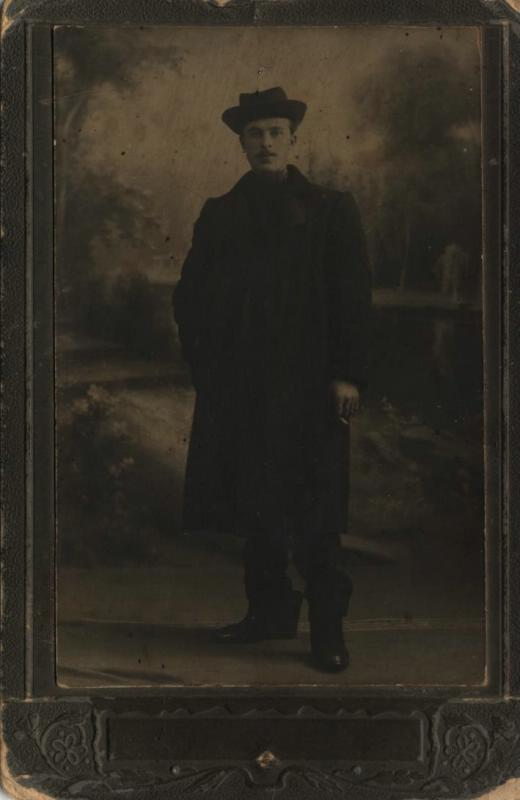
Фотокарточка Петрова, ок. 1917 г.

После взятия Казани войсками белогвардейцев и чехословаков в городе развернулся террор с задержаниями и убийствами коммунистов, активистов, их родственников и друзей, в результате чего революционное движение оказалось практически подавлено. Арестовано было примерно полторы тысячи человек, а расстреляно порядка 60 человек, пленных рабочих и большевиков казнили прямо на улицах. Недовольство режимом Комуча только возрастало, рабочие Заречья тайно кооперировались для обсуждения сложившейся обстановки и организации борьбы с мыслями о том, как помочь Красной армии. Собравшись в маленькой комнате Петрова на улице Большой в Адмиралтейской слободе, он вместе с другими рабочими обсуждал листовку Казанского комитета РКП(б), в которой говорилось следующее: «Советская Армия железным кольцом обложила Казань. Взятие Казани — дело нескольких дней. Мужайтесь, товарищи, мужайтесь, рабочие Казани, и приготовьтесь в нужную минуту поддержать нас своим восстанием. Горе всем, кто станет на пути пролетарской революции! Мы должны обязательно помочь Красной Армии освободить город. Кровь казнённых взывает к нам. Долой власть буржуазии! Да здравствует власть Советов!». По призыву губкома Петров выступил организатором и руководителем восстания против белогвардейцев и чехословаков, сообща составив план действий по мобилизации рабочих Заречья. Сам он отвечал за организацию актива завода и формирование боевых дружин, своему коллеге по пороховому заводу Артамонову поручил убедить недавно мобилизованных солдат 1-го полка в Журавлёвских казармах присоединиться к рабочим, а железнодорожнику Алексею Григорьеву — провести аналогичную работу в солдатских частях прифронтовой полосы.

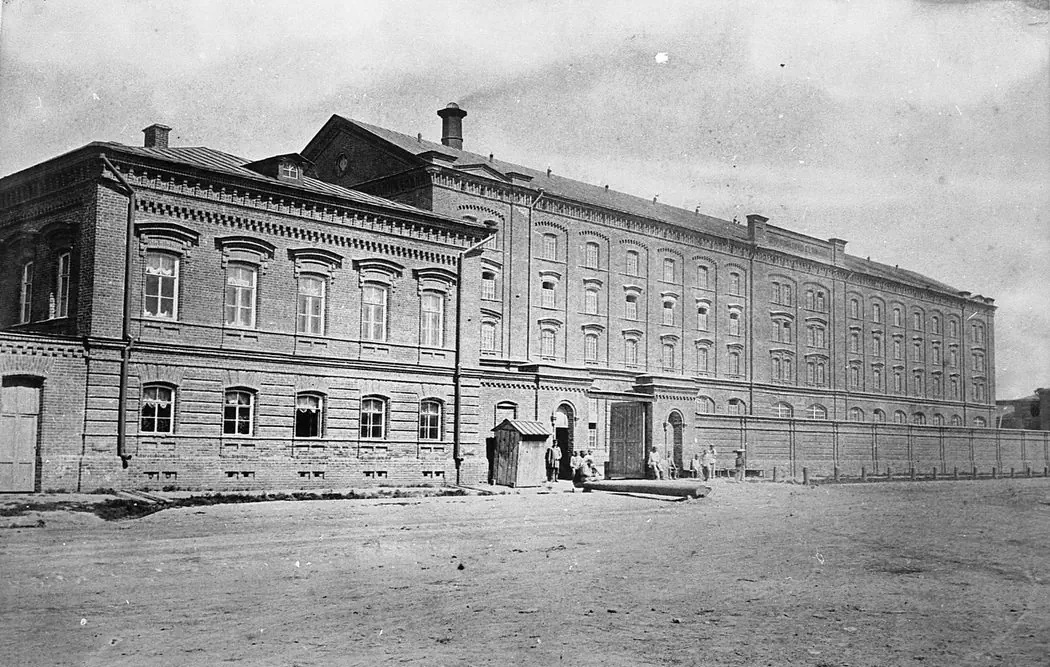
Журавлёвские казармы, 1880 год

2 сентября рабочие артиллерийского склада без спроса администрации бросили работу и провели общее собрание, где выступили против планов белого командования о поголовной мобилизации в комучевскую армию, выразили протест непрекращающимся арестам и расстрелам, а также потребовали освободить из-под стражи двух товарищей, избранных делегатами беспартийной рабочей конференции. Казанские большевики решили воспользоваться этим собранием чтобы сорганизовать народ с целью поднятия его на вооружённое выступление. Петров, присутствовавший на собрании как представитель казенного завода, сообщил что у них также состоится протестный митинг, призвав складских рабочих объединиться и действовать единым фронтом. Собрание решило в 12 часов 3 сентября остановить всю работу, собраться во дворе и организованно прийти на заводской митинг к двум часам дня. В стачечный комитет были избраны братья Семён и Алексей Григорьевы, Никита Ларионов, Кисляков и другие складские рабочие. За подготовку митинга отвечал заводской комитет казенного завода, в большинстве своём состоявший из большевиков, оставшихся в Казани для ведения подпольной работы. Члены завода имели связь и с другими предприятиями города. Митинг должен был иметь вид собрания бывших фронтовиков Заречья и пройти в районе казенного завода, причём члены комитета имели связь и с другими казанскими предприятиями.

#### 3 сентября 1918 года

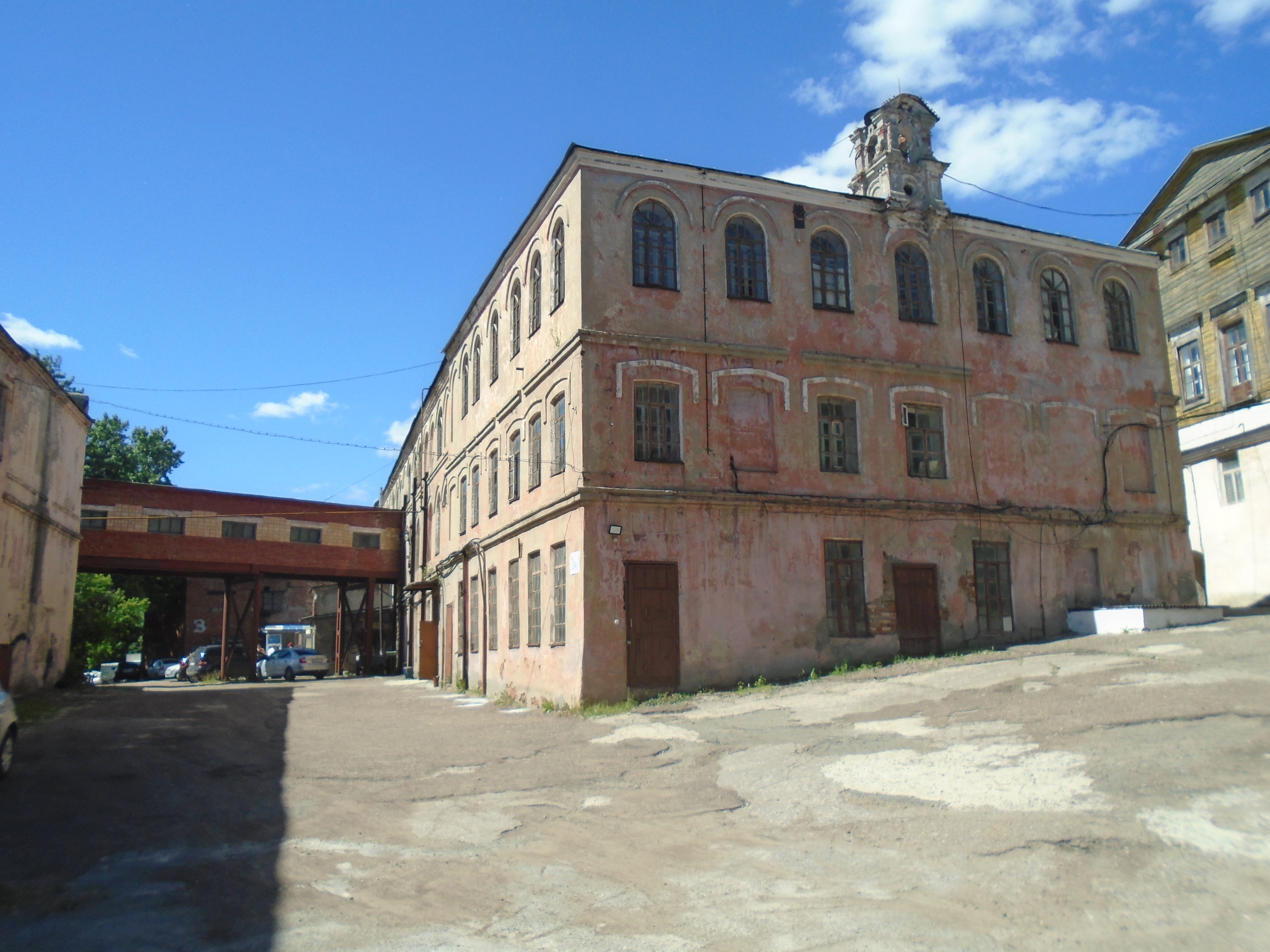
Здание Алафузовской фабрики (современное фото)

В назначенный день рабочие артсклада бросили работать и направились на казенный завод. По пути братья Григорьевы забежали в Журавлёвские казармы, где базировался 2-й казанский полк народной армии Комуча. Они сагитировали порядка 200 солдат-новобранцев из вчерашних насильно мобилизованных крестьян присоединиться к рабочей колонне. Всего на заводской площади собралось около пяти-шести тысяч человек, в том числе рабочие с Алафузовской фабрики и ряда других предприятий, а перед началом митинга тщательно было проверено нет ли среди них «чужих», то есть шпионов. В президиум митинга было избрано семь человек: от пороховиков — Роман Петров, Сергей Рудов, Ржавин и Степанов; от артсклада — Никита Ларионов и братья Григорьевы. Семён Григорьев стал председателем, Степанов — секретарём, а во время выборов к митингу присоединились вооружённые солдаты, которых встретили овацией. Митинг открыл Алексей Григорьев, который кратко охарактеризовал обстановку как в стране в целом, так и в Казани в частности, призвав рабочих к вооружённому выступлению, а затем передал слово Петрову. Сняв шляпу и подойдя к перилам трибуны, он обратился к рабочим с речью:
Товарищи! Мы окружены белогвардейской бандой и белочехами. Вы видите, как каждый день расстреливают нашего брата. Нас каждый день расстреливают пачками. Я думаю, выражу мнение всех, если скажу: наш святой долг — ударить по врагу с тыла. Нельзя больше сидеть сложа руки. Задача заключается в том, чтобы вооружиться и помочь Красной Армии освободить город! За оружие, товарищи!
Узнав о митинге, предводители казанских меньшевиков Рясенцев и Войдинова прервали работу беспартийной конференции и направились на казённый завод, однако их речи успеха не имели и сорвать собрание не удалось. Затем выступило ещё несколько рабочих, все из которых высказались за вооружённое восстание под крики «Да здравствуют Советы!», «Долой власть учредиловцев!». Единодушно приняв решение о начале восстания, участники митинга перешли к организационной работе. Президиум был облечен полномочиями штаба по организации восстания, а сам митинг стал отправной точкой для вооружённого выступления.
Среди рабочих оказалось много квалифицированных артиллеристов, пулемётчиков и подрывников, ими был разработан конкретный план действий восстания, который, по словам Ларионова, заключался в следующем: «Захватить казармы 94-го полка, принадлежащие артскладу, и завод Локке, освободить запертых в этих казармах обезоруженных солдат, потом направить орудия на город и Устья Лебяжье, Красную Горку и прорвать товарищам красноармейцам фронт белогвардейцев, освободить из тюрем арестованных, которых в то время насчитывалось 3000 человек». Из рабочих было сформировано четыре отряда. Первый отряд (до 300 человек) под командованием Семёна Григорьева и Никиты Ларионова получил направление в Адмиралтейскую слободу, где должен был захватить оружие на артиллерийском складе, вызволить и присоединить к восставшим солдат комучевской армии, запертых офицерством в Журавлёвских и Алафузовских казарм, после чего выйти к устью Казанки и через Волгу — на Верхний Услон для нанесения удара в тыл белых частей, занимавших Услонскую гору. Второй отряд (около 400 человек) под командованием Петрова, вооружённый винтовками, изъятыми со склада охраны казённого завода, должен был выйти к полустанку Аракчино и ударить в тыл частей комучевской армии у станции Красная Горка чтобы прорваться к частям советской 5-й армии. Третий отряд (свыше 300 человек) под командованием Степанова, вооружённый винтовками и револьверами с заводского склада, вместе с частью восставших солдат должен был прорвать оборону противника у озера Лебяжье, обойти его и затем пойти на соединение с формированиями Красной армии. Четвёртый отряд, возглавленный Алексеем Григорьевым, Артамоновым и Ларионовым, остался на территории казенного завода и организовал круговую оборону — соорудив баррикады из дров и брёвен на заводской территории, рабочие должны были продержаться до прихода красноармейских частей.

#### Гибель, итоги

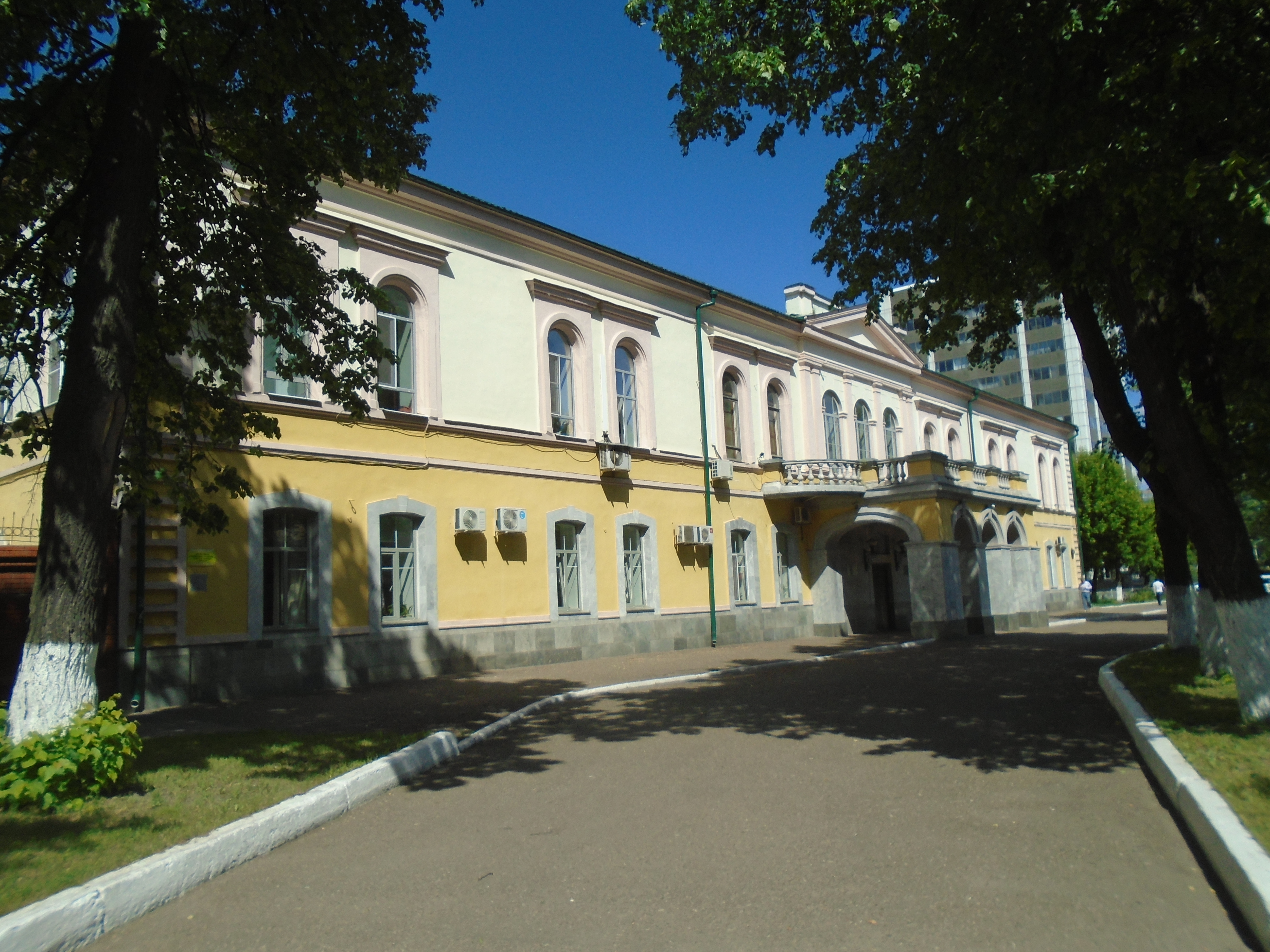
Пороховое заводоуправление (современное фото)

Белые, предчувствуя свой близкий конец, бросили на подавление восстания свои лучшие отборные силы и встретили рабочих ураганным огнём, использовав против них артиллерийские орудия, бронемашины и пулемёты. Ни один из трёх отрядов не сумел пробиться к красным, плохо вооружённые рабочие были вынуждены отступать и разделяться на группы, лишь некоторые из них смогли достичь регулярных советских формирований, большинство же сражалось против комучевцев до последнего патрона. Отряд, оставшийся оборонять казённый завод, был атакован превосходящими силами противника и пытался прорваться за город. Семён Григорьев с несколькими рабочими смог вырваться из окружения и затем вступил в красноармейский Полтавский полк. Отряд Петрова был окружен в районе артсклада комучевскими войсками под управлением командующего Казанской группой войск капитана Степанова. Рабочие отстреливались до глубокой ночи, лишь некоторым удалось прорваться через фронт и влиться в 5-ю армию.
Одной из главных причин провала восстания стало предательство меньшевиков и эсеров, которые пытались отговорить рабочих от выступления, а когда это не удалось — сообщили белому командованию о планах восставших. Продолжавшаяся под водительством меньшевиков рабочая конференция приняла специальную резолюцию с «резким осуждением» восстания, отметив, что «подобные авантюры губят пролетариат, давая повод всем ненавистникам демократии обрушиться на неё, подтачивая авторитет Учредительного собрания и поставленной им власти», при этом указав, что якобы «подавляющая масса рабочих с негодованием отнеслась к затее авантюристов, не забыв своего долга перед страной и классом», и закончила своё заявление следующими словами: «Да здравствует народовластие! Да здравствует Учредительное собрание!». В комучевской прессе указывалось, что «немедленно начались поиски и аресты мятежников», а «все захваченные бунтовщики преданы военно-полевому суду». Белые убили порядка 600 человек, руководители восстания были расстреляны.
В момент сильного волнения рабочих против власти чехов на митинге вдруг являются из Журавлёвских казарм две маршевые роты солдат в полном вооружении, предназначенные властью к отправке на фронт, против красных. Солдаты подошли со страшным воодушевлением и криком «ура» и заявили, что они заодно с нами, рабочими. «Довольно разговоров; время действовать!» и вот под лозунгом «долой учредиловку, долой соглашателей, долой кровопийцев!» рабочие и солдаты ринулись вперёд. План был намечен такой. В первую очередь взять Журавлёвские казармы, вооружиться, затем взять Артсклад и Алафузовские казармы и отрезать слободу от города, развернуться фронтом и гнать банду чехов с тылу. Но наступление вышло неудачно, потому что не было организовано так, как нужно. Не сорганизовали части, не было командиров, вот почему и потерпели неудачу. Но всё-таки дали понять чехам и фабрично-заводской администрации, что рабочие умеют защищать свои интересы и умеют различать, кто их враги и кто действительно защищает интересы рабочих.из воспоминаний рабочего Алафузовской фабрики, 1924 год.
Сам Петров долго отстреливался, прикрывая отступление своих бойцов, а ночью пробрался домой, где его ждали трое офицеров. Не желая подвергать своих родных истязаниям, он не пытался бежать и в сопровождении конвоя лишь зашёл проститься с матерью и сёстрами. Один раз им было разрешено повидаться с Петровым, он пытался ободрить родных, вселить в них надежду на скорое освобождение. В ночь на 9 сентября комучевцы расстреляли Петрова, ему шёл 33-й год. Казань была объявлена на военном положении решениями начальника городского гарнизона генерал-лейтенанта Рычкова, в своих приказах он грозил расстрелами за «малейшие попытки» недовольства населения и обещал снести артиллерийским огнём рабочие кварталы, но все эти меры были оторваны от реальности. 10 сентября 1918 года, через шесть дней после разгрома восстания и в следующую ночь за расстрелом Петрова, Казань была взята красноармейскими силами, что ознаменовалось в дальнейшем сокрушительной победой большевиков на выборах в городские органы власти и окончательным установлением советской власти на всей территории губернии.
Захоронить Петрова с почестями не удалось, его тело не было найдено. О самом восстании сохранилось мало данных, в основном, по воспоминаниям участников очевидцев, а также из материалов белогвардейской прессы. В комучевских и меньшевистских газетах восстание характеризовалось как «мятеж», «изменническое выступление», созревшее «под влиянием возбуждающих и лживых речей большевиков», «среди тёмной, бессознательной и развращённой большевистскими подачками части рабочих, так равно в среде только что прибывших, необученных солдат». В советской же историографии указывалось, что, несмотря на подавление восстания, оно имело положительное значение, показало ненадёжность мобилизованных в комучевскую армию, ослабило тылы чехословацких и белых войск, способствовав дальнейшему успеху Красной армии.

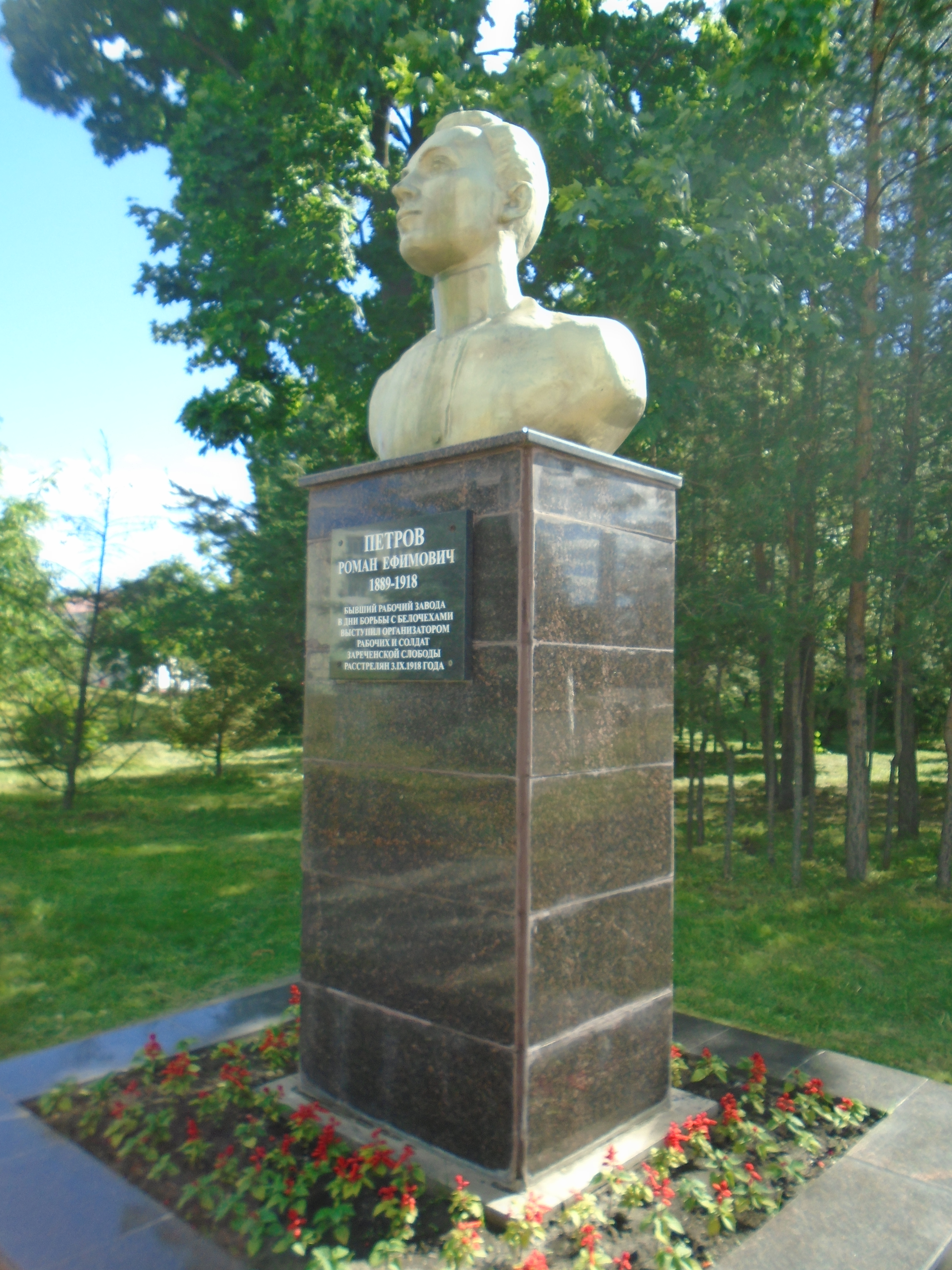
Памятник Роману Петрову, 2022 год

## Память
14 сентября 1918 года завком Казанского казённого порохового завода создал специальную комиссию по оказанию помощи семье Петрова, а 12 ноября принял решение о переименовании в его честь заводской площади, превратившейся вскоре в парк имени Петрова. Постановлением Казанского городского совета от 16 мая 1929 года именем Петрова была названа бывшая Николаевская улица, ныне располагающаяся в Кировском районе. В 1958 году в начале главной аллеи парка был установлен памятник Петрову работы скульптора А. Г. Малахальцева. Бюст, выполненный самодеятельным автором к 40-летней годовщине восстания, по оценкам критики, отличается документальной портретностью — спокойные черты лица и прямой открытый взгляд верно передают внутреннюю убеждённость, мужество, уверенность в своих силах, присущие Петрову. Памятник сопровождён надписью, где в датировке смерти содержится ошибка:
Петров Роман Ефимович, 1886—1918 гг. Бывший рабочий завода. В дни борьбы с белочехами выступил организатором рабочих и солдат Заречной слободы. Расстрелян 3.IX.1918 года.